# Rhyothemis
Rhyothemis là một chi chuồn chuồn ngô thuộc họ Libellulidae. Tiếng Anh thường gọi là Flutterers.
Chi này có các loài sau: the Canopy Skimmer.
- Rhyothemis amaryllis Selys, 1878
- Rhyothemis aterrima Selys, 1891
- Rhyothemis braganza Karsch, 1890
- Rhyothemis cognata (Rambur, 1842)
- Rhyothemis fulgens Kirby, 1889
- Rhyothemis fuliginosa Selys, 1883
- Rhyothemis graphiptera (Rambur, 1842) - Graphic Flutterer[3]
- Rhyothemis hurleyi Tillyard, 1926
- Rhyothemis imperatrix Selys, 1887
- Rhyothemis mariposa Ris, 1913 - Mariposa Flutterer[4]
- Rhyothemis notata (Fabricius, 1781)
- Rhyothemis obsolescens Kirby, 1889
- Rhyothemis phyllis (Sulzer, 1776)
- Rhyothemis plutonia Selys, 1883
- Rhyothemis princeps Kirby, 1894
- Rhyothemis pygmaea (Brauer, 1867)
- Rhyothemis regia (Brauer, 1867)
- Rhyothemis resplendens Selys, 1878
- Rhyothemis semihyalina (Desjardins, 1832) - Phantom Flutterer[5]
- Rhyothemis severini Ris, 1913
- Rhyothemis splendens Fraser, 1955
- Rhyothemis triangularis Kirby, 1889
- Rhyothemis variegata (Linnaeus, 1763) - Common Picture Wing[6]
- Rhyothemis vidua Selys, 1878

## Hình ảnh

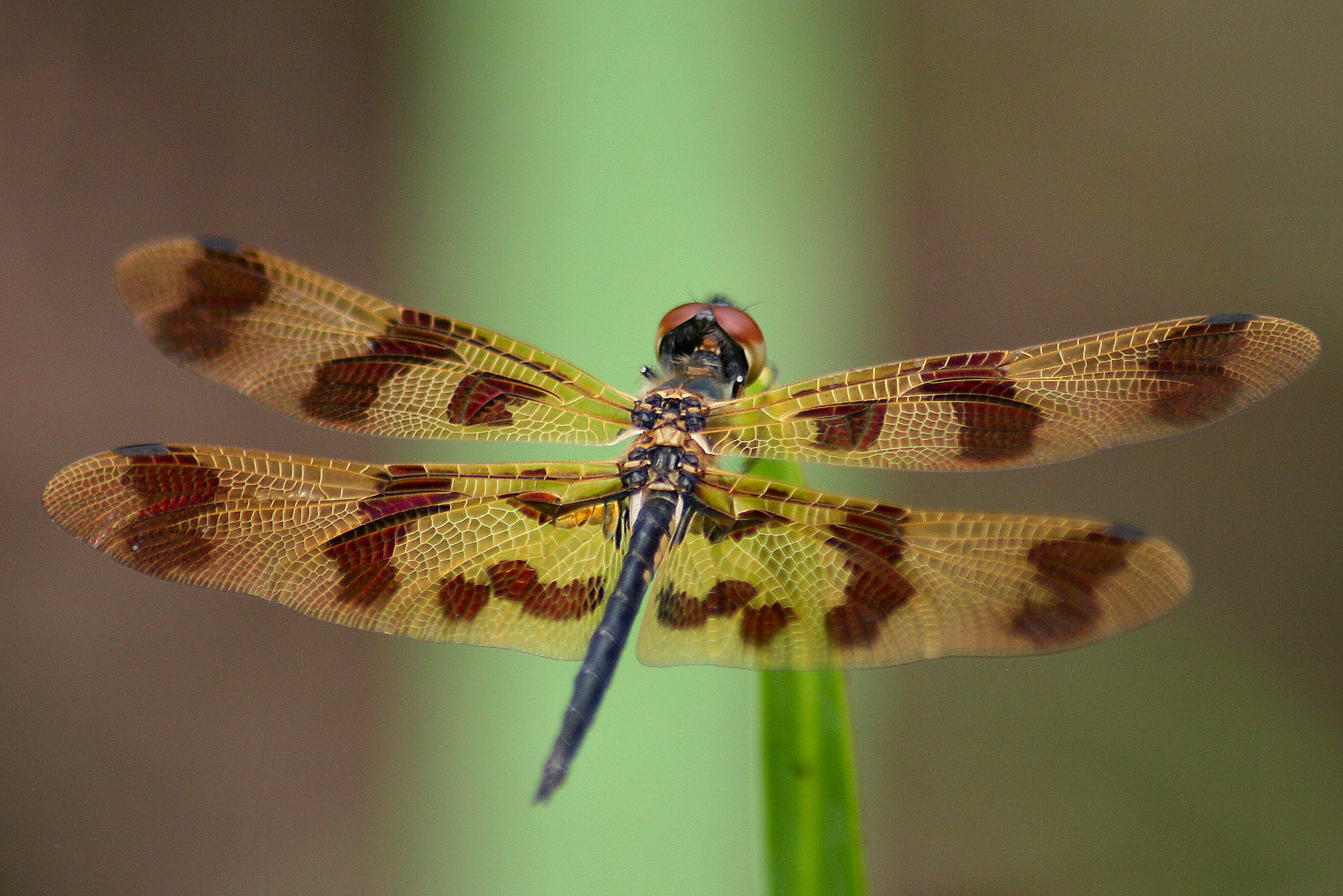
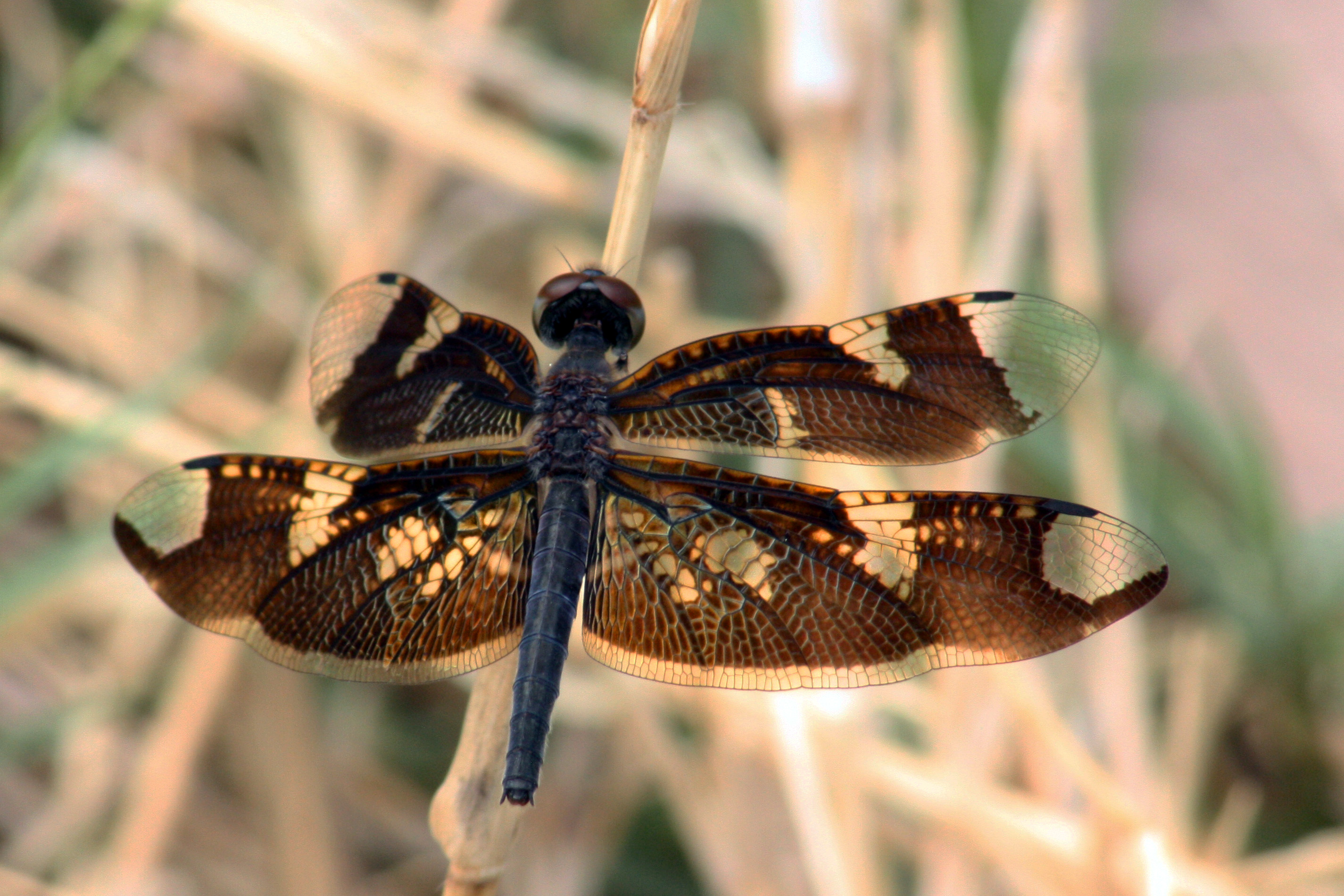